# Teófilo Yldefonso
Teófilo E. Yldefonso (ur. 11 listopada 1902 w Piddig, zm. 19 czerwca 1942 w Capas) – filipiński pływak. Dwukrotny medalista olimpijski.
Specjalizował się w stylu klasycznym. Brał udział w trzech igrzyskach w latach 1928–1936, na dwóch pierwszych zdobył brązowe medale na dystansie 200 metrów żabką. Tym samym stał się pierwszym medalistą olimpijskim w barwach Filipin. Jest także jedynym Filipińczykiem, który na igrzyskach wywalczył więcej niż jeden medal. W 1936 na olimpiadzie w Berlinie zajął siódme miejsce.
Podczas II wojny światowej służył w armii filipińskiej. Przeżył bataański marsz śmierci, jednak kilka miesięcy później zginął w japońskim obozie koncentracyjnym w Capas.
W 2010 został przyjęty do International Swimming Hall of Fame.